# 志賀高原ホテル
志賀高原ホテル（しがこうげんホテル）は、長野県下高井郡山ノ内町大字平穏の上信越高原国立公園志賀高原地域にかつて存在したホテルである。

## 概要
1930年(昭和5)年から翌年にかけての昭和恐慌を受けての政府支援により、長野県が全国で11番目の国策ホテルとしてスキー場とともに開発、1937年(昭和12年)に開業した。客室数は174室であった。
ドイツ人の指導のもとで造られた本ホテルは、山小屋をイメージしたデザインで、中央玄関の奥にエントランスホール、ホールの左右両翼に客室が配置されていた。正面玄関を入ると、3階までの3層吹き抜け空間に大きな暖炉が客人を出迎えてくれる。木の梁と石材をふんだんに使用した空間は、白い壁と赤い絨毯と相まって、温かみと美しさのある高級感を兼ね備えていた。2階と3階にはステンドグラスや日本画が飾られ、上品で落ち着いた内装である。
戦前から60年代にかけて、皇族をはじめ国内外から多くの観光客が同ホテルを来訪し、1970年代以降は、スキーの大衆化と宿泊客の増加に合わせホテルの一部を改築。平成初頭のスキーブームで観光客の数はピークを迎えたが、バブルの崩壊とスキーブームの終焉により客足が遠のき1999年(平成11年)に廃業した。
その後、敷地の借地権と建物は土地所有者である一般財団法人和合会が取得し、エントランスホールと一部客室を残して解体され、残った施設は2002年に「志賀高原歴史記念館」として一般公開している。志賀高原歴史記念館は、当地出身の五輪選手である猪谷千春に関する資料を中心に展示している(入館料:無料)。
2階のラウンジでは、2016年に「カフェ・フォルスト」が営業していたが、2018年10月を以て閉店している。

## 沿革
- 1937年(昭和12年)　開業(名称:志賀高原温泉ホテル[3])。
- 1945年(昭和20年)　米国進駐軍に接収[3](翌1946年(昭和21年)には丸池スキー場も接収)。
- 1952年(昭和27年)　進駐軍接収解除。
- 1957年(昭和32年)　ゴルフ場開設。
- 1959年(昭和34年)　本ホテルを含む16施設が丸池温泉組合を結成。同年に西発哺から引泉(丸池温泉)。
- 1960年(昭和35年)　志賀高原ホテルに改称。ゴルフ場にスキーリフト(244m)を架設。営業権が京都ホテルから志賀観光ホテルに移転[3]。
- 1973年(昭和48年)　ゴルフ場スキーリフト廃止。
- 1999年(平成11年)　廃業。
- 2002年(平成14年)　志賀高原歴史記念館として開館。

## アクセス
- 長野電鉄長野線「湯田中」駅から長電バス白根火山線・奥志賀高原線にて33分の「丸池」停留所から徒歩3分。
- 上信越自動車道「信州中野」インターチェンジから23.6km(約30分)。